# 磁器口站 (北京市)
磁器口站是一个位于中国北京市东城区崇文门外街道、体育馆路街道、天坛街道交界崇文门外大街、珠市口东大街、广渠门内大街交叉口，属于北京地铁5号线和7号线的地铁换乘站，5号线车站于2007年10月7日启用，7号线车站于2014年12月28日启用。

## 位置
这个站位于崇文门外大街和珠市口东大街、广渠门内大街交汇处。

## 车站设计

### 车站楼层
| 地面层                           | 街道                            | A－H出入口                       |
| 地下一层 5号线站厅层             | 站厅                            | 安全检查、自动售票机、客服中心等 |
| 地下二层 5号线站台层 7号线站厅层 | 站厅                            | 安全检查、自动售票机、客服中心等 |
| 地下二层 5号线站台层 7号线站厅层 | █ 5号线往天通苑北（崇文门）     |                                  |
| 地下二层 5号线站台层 7号线站厅层 | 島式月台，左側開门              |                                  |
| 地下二层 5号线站台层 7号线站厅层 | █ 5号线往宋家庄（天坛东门）     |                                  |
| 地下三层 7号线站台层             |                                 | █ 7号线往北京西站（桥湾）        |
| 地下三层 7号线站台层             | 島式月台，左側開门              |                                  |
| 地下三层 7号线站台层             | █ 7号线往环球度假区（广渠门内） |                                  |

### 站厅
5号线站厅位于崇文门外大街地下，东面为换乘通道口。7号线站厅位于广渠门内大街地下，西侧通过2组双向扶梯及楼梯与5号线站厅连接，北面设有由李化吉、陈晓林、陈达什创作的《红楼梦》主题壁画，以纪念本站附近因拓宽两广路而被拆除的广渠门内大街207号（蒜市口16号）“十七间半”曹雪芹故居（后由新世界發展在本站F1口北侧复建曹雪芹故居纪念馆）。

### 站台

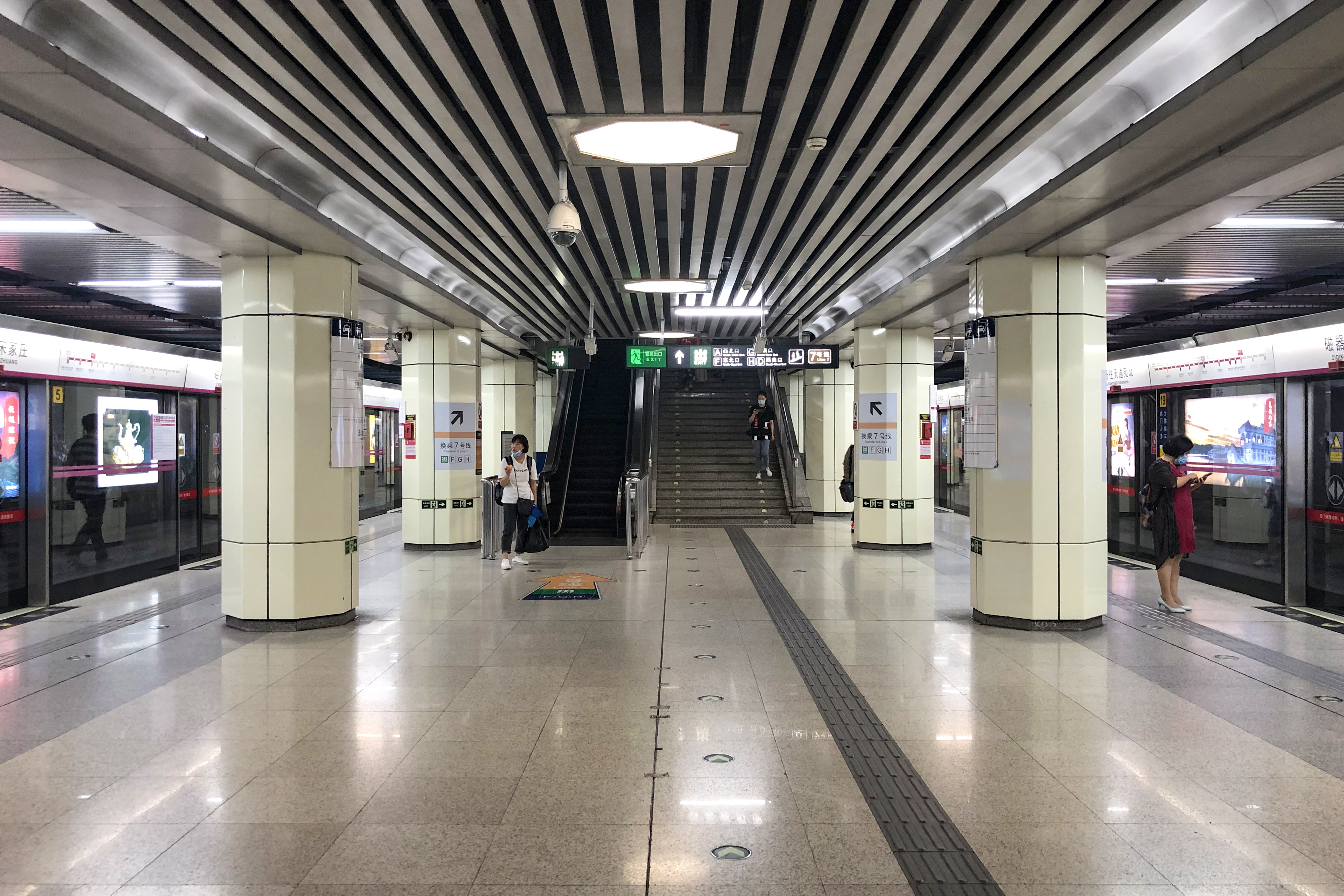
5号线站台

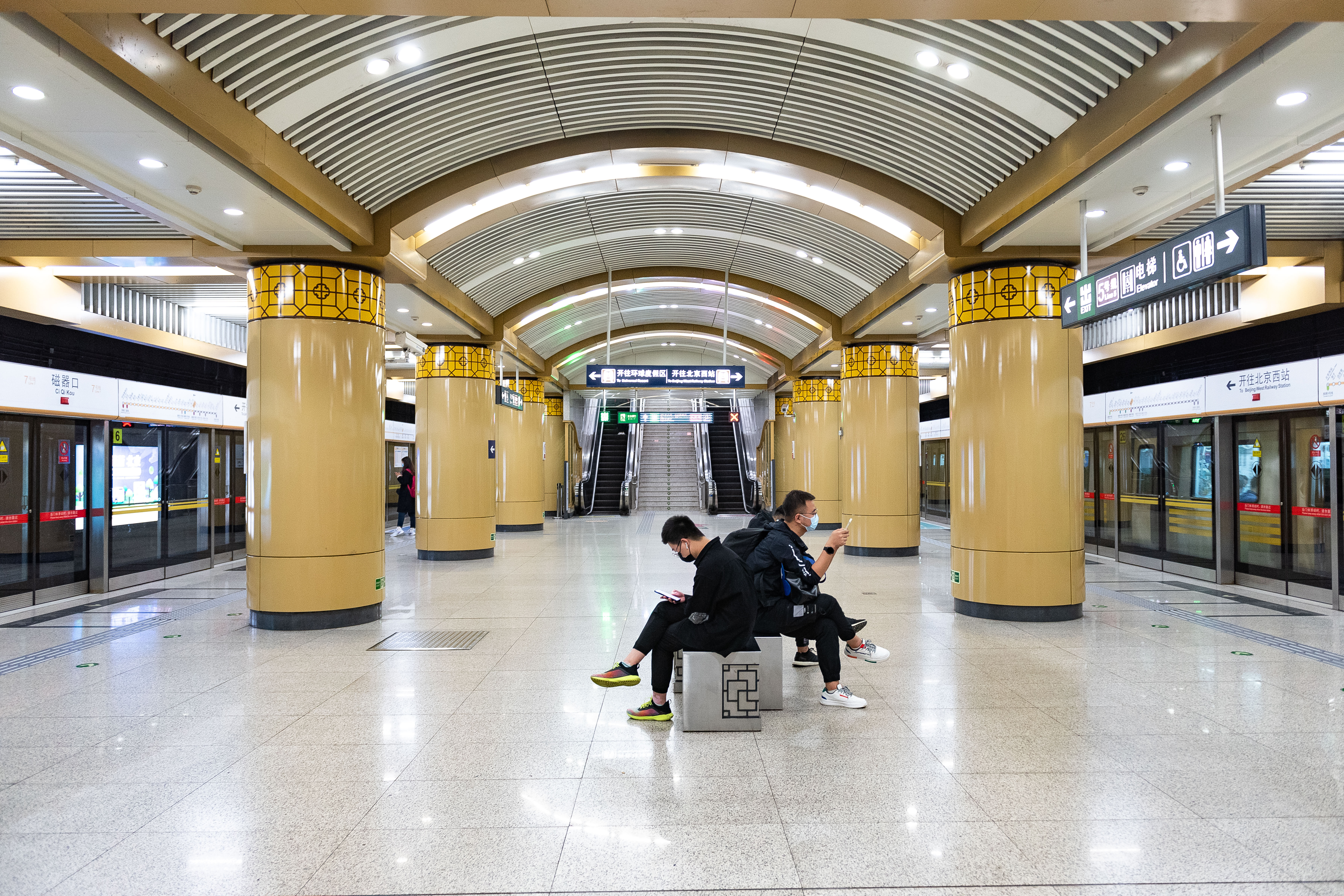
7号线站台（2021年10月摄）

5号线站台为岛式站台，位于崇文门外大街地底。7号线站台同样是岛式站台，位于广渠门内大街地底，轨道下穿5号线站台。7号线月台东端设有一条渡线，以及本站东南象限设有一条5号线与7号线之间联络线。

## 出入口
5号线磁器口站目前开放A、D两个出入口，7号线磁器口站则开放F、G、H三个出入口。
|                             |                      |                                              |      |                |
|                             |                      |                                              |      |                |
| 编号                        | 指示                 | 建议前往的目的地                             | 图片 | 无障碍设施图片 |
| 连通 5号线站厅              |                      |                                              |      |                |
| 出口 · A · 轮椅升降台标志   | 珠市口东大街（北侧） | 新成文化大厦                                 |      |                |
| 出口 · D                    | 珠市口东大街（南侧） | 磁器口大街                                   |      | 不適用         |
| 连通 7号线站厅              |                      |                                              |      |                |
| 出口 · F · 1 · 升降机标志   | 广渠门内大街（北侧） | 崇文门外大街、曹雪芹故居纪念馆               |      |                |
| 出口 · G                    | 广渠门内大街（南侧） | 崇文门外大街、石板胡同、南河槽胡同、新裕家园 |      | 不適用         |
| 出口 · H                    | 广渠门内大街（南侧） | 北京大都市大厦                               |      | 不適用         |
| 註： 設有 \| 設有輪椅升降台 |                      |                                              |      |                |